# Fissidens perssonii
Fissidens perssonii är en bladmossart som beskrevs av Potier de la Varde in Persson 1939. Fissidens perssonii ingår i släktet fickmossor, och familjen Fissidentaceae. Inga underarter finns listade i Catalogue of Life.